# Belleville (New York)
Belleville statisztikai település az USA New York államában, Jefferson megyében. Lakosainak száma 233 fő (2020. április 1.).

## Népesség
A település népességének változása:

| 2010 | 226 |
| 2020 | 233 |